# 黒帯

柔道における黒帯のイラスト

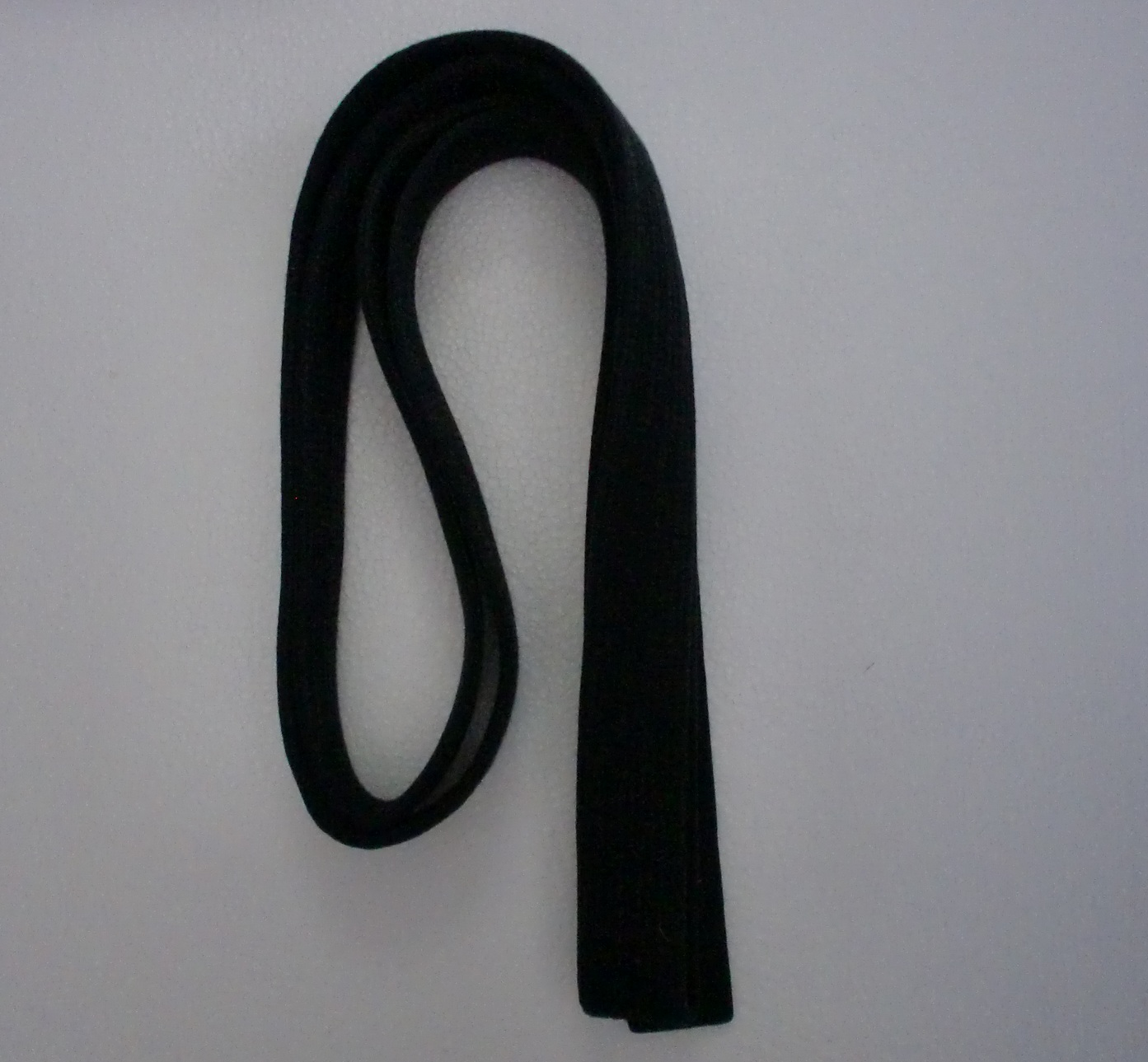
空手における黒帯（写真は少林寺流空手道錬心舘の黒帯）

黒帯（くろおび）とは、武道（柔道・空手道・テコンドー・合気道・少林寺拳法など）で初段以上の有段者が締める帯。ただし袴を穿く武道（例として合気道）の場合は締めないケースもある。

## 由来
柔道の創始者である嘉納治五郎が、白色の道着に映える色としてコントラストが対極で目立つ黒を有段者を表す色として採用したのがルーツである。

## 色帯
黒（茶）帯よりも低い級位に関しても様々な色の帯が、各武道によって様々に設定されている。それは修行者にとって自分の技量を確認する手段であり、錬磨する意欲を高めるものになっている。
どの武道においても入門時には白帯というのは共通で、また「色帯」という言葉は黒・白以外の色に限って使うのが一般的である。
柔道の場合、黒帯以上の段位（六段以上）を示すものとして紅白帯や赤帯などが存在する。

## その他

### 他分野での認定
- ブラジリアン柔術 - 試合上での最高位の実力であることを示す。柔道や空手のように段級位制ではない。（ただし、柔道と同様に階梯にはその上に紅白帯や赤帯などがある）。
- シックス・シグマ - 品質管理の手法のシックス・シグマでは、指導が行われる有資格者をブラックベルトなどと呼ぶ。語源は柔道からである。